# Pehotni jurišni znak
Pehotni jurišni znak (nemško Infanterie-Sturmabzeichen) je bilo nemško vojaško odlikovanje druge svetovne vojne.

## Zgodovina odlikovanja
Odlikovanje je ustanovil feldmaršal Walther von Brauchitsch 20. decembra 1939, oblikoval pa ga je C. E. Junker iz Berlina. Prvotno je bil znak podeljevan samo v srebrni barvi, dobil pa ga je vsak vojak pehote, ki je dosegel določenjo stopnjo usposobljenosti. Kasneje, po izbruhu vojne, pa so ustanovili še bronasti znak z enakimi kriteriji za pripadnike tankovskih in enot motorizirane pehote. Skozi celotno vojno je bilo podeljenih okrog 941.000 znakov obeh različic.

## Opis
Znak je sestavljen iz ovalnega venca hrastovega listja (po štirje listi na vsaki strani loka), ki ju na dnu povezuje trak s petimi vertikalno razporejenimi gumbi, na vrhu pa orel, ki v krempljih drži svastiko. Vsak list ima ob peclju po dva želoda. Diagonalno po sredini znaka je pritrjena miniatura puške Mauser K98 z nasajenim bajonetom. Kopito puške je pritrjeno na spodnjem desnem, bajonet pa na zgornjem levem robu venca in segata rahlo preko roba. Jermen puške, ki visi tako, da tvori lok, ki lepo zapolnjuje spodnji prazen prostor znaka. Znak je izdelan izjemno natančno od listov do poslednjega detajla na puški.
Znak meri 46 mm v širino in 63 mm v višino ter je rahlo konveksne oblike. Izdelovan je bil v dveh različicah, v reliefni (z "votlo" zadnjo stranjo) ali v polni. Na zadnji strani je na zgornji strani pritrjena igla, na spodnji pa kovinsko zadrževalo zanjo. Oblika in patent zapiranja sta bila odvisna od izdelovalca.

## Materiali uporabljeni pri izdelavi
Materiali uporabljeni pri izdelovanju znaka so zelo različni. Zgodnje različice so bile izdelane iz kvalitetnih zlitin, ki so bile bodisi vlivane v kalupe pod pritiskom ali pa izdelane s tehniko kovanja in kasneje pocinkane ali brunirane. Kasneje v vojni so zaradi pomanjkanja kvalitetnih materialov začeli uporabljati manj kvalitetne zlitine, ki so jih samo prebarvali na ustrezno barvo.

## Izdelovalci znaka
Znak je skozi vojno izdelovalo veliko podjetij, ki so bila vsa pod državnim nadzorom in so imela svoje razpoznavne znake, ki pa niso bili nujno vtisnjeni na znak:
| Kratica   | Podjetje                  | Kraj          |
| FZS       | Fritz Zimmerman und Sohne | Ludenscheid   |
| BSW       | Gebruder Schweiger        | Dunaj         |
| S.H.u.Co. | Sohni, Heubach & Co       | ?             |
| WH        | Walter & Henlein          | ?             |
| JFS       | Josef Feix Sohne          | Gablonz       |
| A         | Assmann und Sohne         | Ludenscheid   |
| C.W.      | Carl Wilde                | Hamburg       |
| R.S.S.    | Richard Simm & Sohne      | Gablonz       |
| R.S.      | Rudolf Souval             | Dunaj         |
| F.O.      | Freidrich Orth            | Dunaj         |
| WH        | Hermann Wernstein         | Jena-Lobstand |
| F.L.L.    | Friedrich Linden          | Ludenscheid   |
| C.E.      | Juncker                   | Berlin        |
| AS        | Adolf Schilze             | Grunwald      |
| H.A.      | Hermann Aurich            | Dresden       |
| GWL       | Gebruder Weger            | Ludenscheid   |

## Kriteriji za pridobitev znaka

### Srebrni znak
- Sodelovanje v treh ali več juriših, ali
- Sodelovanje v treh ali več pehotnih protinapadih, ali
- Sodelovanje v treh ali več bojnih izvidniških operacijah, ali
- Sodelovanje v spopadu mož na moža v ofenzivni akciji, ali
- Vztrajanje na osvojenem bojnem položaju tri ali več dni.

### Bronasti znak
- Sodelovanje v treh ali več juriših motorizirane pehote, ali
- Sodelovanje v treh ali več protinapadih motoriziranih enot, ali
- Sodelovanje v treh ali več bojnih izvidniških operacijah, ali
- Sodelovanje v spopadu mož na moža v ofenzivni akciji, ali
- Vztrajanje na osvojenem bojnem položaju s svojo enoto tri ali več dni.

Pri čemer je moralo priti do spopadov v različnih dneh.

## Podeljevanje in nošenje znaka
Oba znaka sta bila podeljena samo na podlagi bojnih izkušenj in ju je potrdil in podelil najmanj polkovnik oziroma namestnik poveljnika polka, kateremu so pripadali predlagani vojaki. Znak se je podeljeval na bojišču in je bil izdan skupaj z uradnim dokumentom, na katerem je bilo napisano ime in priimek prejemnika ter datum izdaje in enota kateri je pripadal. Na dokumentu ni bilo podatka o razlogu prejema znaka. Sam znak je bil podeljen v rjavi papirnati vrečki, na kateri je bilo napisano ime znaka.
Znak se je, kot večina nemških bojnih znakov, nosil na levem prsnem žepu, obstajala pa je tudi miniaturna značka znaka, za nošenje na civilnih oblačilih.
Z zakonom iz leta 1957 so smeli odlikovanci s tem znakom to odlikovanje nositi v denacificirani različici, ki je bila povsem enaka originalu le, da je imela odstranjeno svastiko.